# Tour de Schalkwijk
De Tour de Schalkwijk is een jaarlijkse, amateur-wielrennerrace, die verreden wordt in Schalkwijk. De race is voor kinderen tussen de 8 en 12 jaar. De Tour de Schalkwijk duurt een week, van zondag tot zondag. De race bestaat uit twee individuele tijdritten, een puntenkoers en vijf etappes. De individuele tijdritten worden verreden op beide zondagen. De puntenkoers wordt verreden op woensdagavond. 
Naast wielrennen worden er ook meerdere activiteiten georganiseerd om de kinderen te vermaken. De Tour de Schalkwijk wordt afgesloten met een defilé op de Brink, waar prijzen uitgereikt worden aan alle rennertjes.
In 1970 vond de eerste editie van de Tour de Schalkwijk plaats. Hiermee deden toen 10 renners mee. In de jaren tachtig mochten ook de meisjes uit het dorp meedoen. Hierop werd geprotesteerd door de deelnemende jongens. Tegenwoordig zijn er honderd deelnemers.
Ondanks het hoge entertainmentgehalte, is er een serieuze component. Wie de Tour de Schalkwijk heeft gewonnen, kan in het dorp levenslang deze titel met eer dragen. Wielrenner  Jan-Willem van Schip won de Tour de Schalkwijk zowel als 11 en 12-jarige.

## Externe link

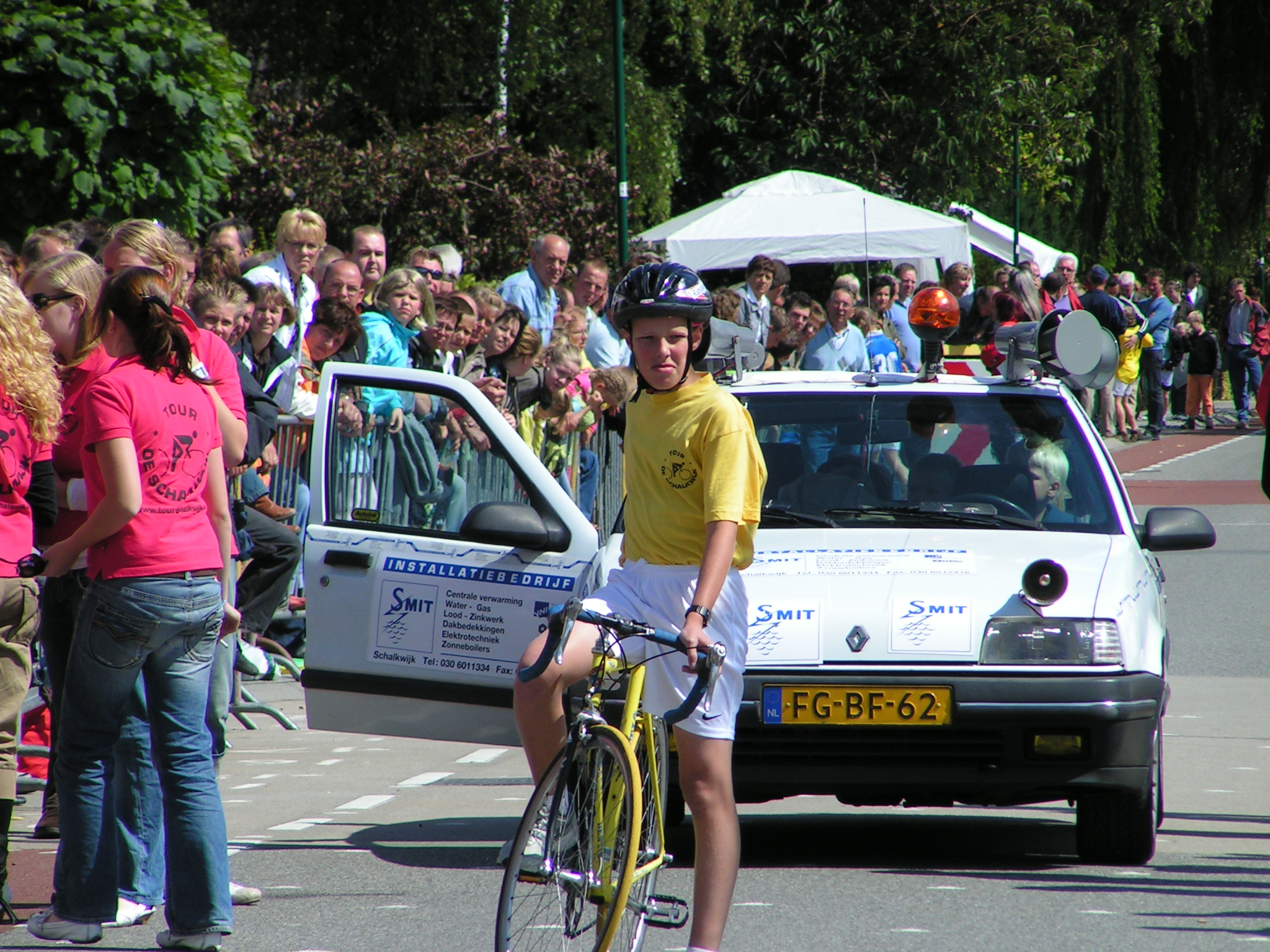
Tour de Schalkwijk in 2007